# Kaniż
Kaniż (ukr. Каніж) – wieś na Ukrainie, w obwodzie kirowohradzkim, w rejonie nowoukraińskim, w hromadzie Nowomyrhorod. W 2001 liczyła 1147 mieszkańców, spośród których 1086 wskazało jako ojczysty język ukraiński, 16 rosyjski, 40 mołdawski, 1 węgierski, a 4 ormiański.